# Biólogo interno residente
El biólogo interno residente (BIR) se refiere a la vía oficial de formación de biólogos especialistas en España.
Se trata de un programa de formación para adquirir las capacidades y las responsabilidades propias de cada especialidad, de forma tutelada y progresiva en el tiempo (4 años). Solo es posible realizarlo en aquellos centros debidamente acreditados por el Ministerio de Sanidad, para garantizar una adecuada formación especializada.

## Especialidades
Los biólogos pueden acceder a un total de cuatro especialidades: 
- Análisis Clínicos: Este especialista efectúa la elección y realización de los procedimientos de laboratorio que mejor interese a la situación del paciente, así como la interpretación de los resultados y su discusión con el médico especialista correspondiente.
- Bioquímica Clínica: Se estudia los procesos metabólicos y moleculares en relación con los cambios fisiológicos y patológicos para obtener información sobre el diagnóstico, pronóstico y evolución de la enfermedad, así como de la respuesta al tratamiento.
- Inmunología: El especialista en inmunología lleva a cabo tareas como la detección de VIH y estudio de los retrovirales más adecuados según el paciente, estudio de la histocompatibilidad en trasplantes o la detección de enfermedades autoinmunes y estudio de sus posibles tratamientos.
- Microbiología y Parasitología: Las funciones del especialista son: implicarse como facultativo especialista en el diagnóstico y tratamiento del paciente y en la prevención de las infecciones, análisis de muestras de bacterias y virus, elaborar protocolos de diagnóstico, colaborar con los Sistemas de Vigilancia Epidemiológica y de Salud Pública y participar en la prevención de la infección hospitalaria.

Se trata de especialidades multidisciplinares a las que pueden acceder tanto biólogos como médicos, químicos, bioquímicos, biotecnólogos o farmacéuticos. La única excepción es Inmunología, donde los químicos no tienen acceso. Dichas especialidades son las mismas independientemente del grado o licenciatura de procedencia, por lo que todos estos titulados reciben la misma formación y llevan a cabo la misma labor. Según el BOE, los biólogos también pueden acceder a la especialidad de Radiofarmacia, pero lo cierto es que nunca ha salido una plaza BIR para esta especialidad.

## Acceso
El acceso a este programa de formación se realiza a través de un concurso-oposición, en el que el expediente académico cuenta un 10%, mientras que el examen BIR cuenta el 90% restante. La convocatoria es anual, y es publicada en el BOE por parte del Ministerio de Sanidad y Consumo.

## Calendario
Publicación de la convocatoria anual (BOE): a mediados de septiembre.
Examen BIR: a finales de enero del año siguiente.
Elección de plaza BIR: primera semana de abril.
Incorporación a la plaza BIR: a mediados de mayo.

## Examen
Desde el año 2012 el examen BIR consta de un total de 225 preguntas tipo test (y otras 10 de reserva para el caso de que se anule alguna de las anteriores). Se realiza en una única jornada de 5 horas de duración, el mismo día y a la misma hora en toda España.
Desde el año 2019 el examen BIR así como el resto de especialidades médicas, reduce el número a 175 preguntas más 10 de reserva y la duración del examen pasa de cinco a cuatro horas. También se incluyen como novedades la utilización para la valoración de méritos académicos el baremo en base 10 en vez del baremo en base 4 que se venía utilizando.
Desde el año 2021 se volvió a cambiar el número de preguntas, al igual que en el resto de especialidades, aumentándose a 200 preguntas más 10 de reserva, y la duración del examen pasó de cuatro a cuatro horas y media.
Debido a que la puntuación de este examen supone el 90% de la calificación global para acceder a la plaza de formación como especialista, la preparación del examen BIR constituye la parte fundamental de la oposición para obtener una plaza BIR.
También existe una nota de corte que se fijará en cada convocatoria en el 35% de la media aritmética obtenida por los diez mejores exámenes. Superarán la prueba los aspirantes cuya valoración particular del examen sea igual o superior a ese 35% de la media de los diez mejores exámenes.